# Thobias Ndungu
Thobias Ndungu (født 14. august 1992) er en dansk-kenyansk fodbold. Han spiller venstre back, men kan også dække midterforsvaret. Han indstillede sin karriere i 2017 grundet en alvorlig skade.

## Klubkarriere
Han debuterede for FC København den 22. september 2010, da de spillede pokalkamp mod Viby IF. 
Han blev i august 2011 udlejet til norske Bodø/Glimt fra FC København, hvor han spillede resten af sæsonen.
Han skiftede til HB Køge i juli 2012, hvor han skrev under på en etårig kontrakt. Han fik debut for HB Køge den 29. juli 2012 mod Vejle Kolding Boldklub og spillede i alt i tre sæsoner i klubben.
Ndungu trådte til hos Akademisk Boldklub i en kort periode i sommeren 2014 som amatør, da klubben havde skadesproblemer i det centrale forsvar. Han spillede tre kampe her. Derefter rejste han til USA for at spille på PDL-holdet Westchester Flames.
Han skiftede den 1. april 2016 til HamKam i den tredjebedste norske række. Den 20. december 2016 blev det offentliggjort, at han skiftede til Fremad Amager. Ndungu fik en alvorlig skade i sæsonåbningen mod Vendsyssel som var med til at forhindre ham i få udløst potentialitet. Den længervarende skade satte en stopper for talentet, og ved gensidig respekt med Fremad Amager stoppede hans kontrakt med dem.  Han indstillede karrieren kort tid efter. Kontrakten udløb sommeren 2018.

## Landsholdskarriere
Han har spillet fire U18- og fem U19-landskampe. Thobias Ndungu, der som dengang spillede på KB´s andendivisionshold blev af Morten Olsen indkaldt til det danske VM-landsholds træning i Helsingør i maj 2010, da holdet manglede en venstre back.
I juli 2017 besluttede han at optræde for det kenyanske fodboldlandshold, hvilket i første omgang var to testkampe mod Jordan i september 2017, efter det nationale fodboldforbund havde henvendt sig.